# ケーケシ・アンドレア
ケーケシ・アンドレア（ハンガリー語: Kékesy Andrea, 1926年9月17日 - 2024年11月21日）は、ハンガリー出身の女性フィギュアスケート選手(ペア、女子シングル)。
ペア種目で1948年サンモリッツオリンピック銀メダル、1949年世界フィギュアスケート選手権優勝。パートナーはキラーイ・エデ。

## 経歴
- シングルとペアの両方で活躍。
- 1948年サンモリッツオリンピックでペア銀メダル獲得。
- 1949年世界フィギュアスケート選手権ペア優勝。
- 1949年以降はカナダのオタワに移住[2]。
- 2024年11月21日に死去。98歳没[2]。

## 主な戦績

### 女子シングル
| 大会/年    | 1947-48 | 1948-49 |
| ---------- | ------- | ------- |
| 世界選手権 | 7       | 10      |
| 欧州選手権 | 7       | 10      |

### ペア
| 大会/年      | 1947-48 | 1948-49 |
| ------------ | ------- | ------- |
| オリンピック | 2       |         |
| 世界選手権   | 2       | 1       |
| 欧州選手権   | 1       | 1       |